# Pseudosphex uniformis
Pseudosphex uniformis är en fjärilsart som beskrevs av Rothschild 1931. Pseudosphex uniformis ingår i släktet Pseudosphex och familjen björnspinnare. Inga underarter finns listade.